# Lukavice (Olomouc)
Lukavice (in tedesco Lukawetz) è un comune della Repubblica Ceca facente parte del distretto di Šumperk, nella regione di Olomouc.